# دقت الساعة (مسرحية)
دقت الساعة مسرحية كوميدية كويتية إنتاج عام 1984. تأليف : عبد الله النفيسي وسعد الفرج وعبد الأمير تركي. 

## طاقم العمل
- خالد النفيسي
- سعد الفرج
- محمد المنصور
- خالد العبيد
- ميعاد عواد
- جاسم النبهان
- عبد العزيز النمش